# Pagurus holmi
Pagurus holmi is een tienpotigensoort uit de familie van de Paguridae. De wetenschappelijke naam van de soort is voor het eerst geldig gepubliceerd in 2009 door Ng & McLaughlin.